# Kunstjahr 1760
Liste der Kunstjahre

1757 | 1758 | 1759 | Kunstjahr 1760 | 1761 | 1762 | 1763 | 1764 | ► | ►►

Weitere Ereignisse
Dieser Artikel behandelt das Kunstjahr 1760.

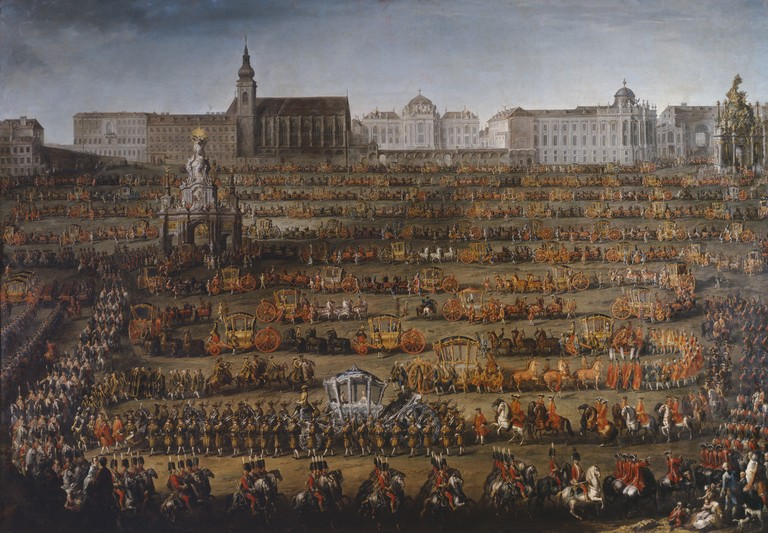
Martin van Meytens: Der Einzug von Isabella von Parma in Wien

## Ereignisse

### Architektur
Am 18. Mai wird nach 27-jähriger Bauzeit die Jesuitenkirche in Mannheim vom Augsburger Fürstbischof Joseph Ignaz Philipp von Hessen-Darmstadt im Auftrag des Wormser Bischofs Johann Friedrich Karl von Ostein den Heiligen Ignatius von Loyola und Franz Xaver geweiht. Sie gilt heute als eine der bedeutendsten Barockkirchen Südwestdeutschlands.
- Robert Mylne erhält den Zuschlag für den Bau der Blackfriars Bridge über die Themse in London.

### Malerei und Bildhauerei
Der österreichische Barockbildhauer Josef Stammel schafft eines seiner Hauptwerke, Die vier letzten Dinge, die sich heute im Stift Admont befinden. Sie zählen zu den besten Werken der alpenländischen Barockskulptur. 
Der italienische Barockmaler Francesco Sozzi malt den Freskenzyklus Die vier Jahreszeiten im Palazzo Isnello in Palermo. 

### Literatur

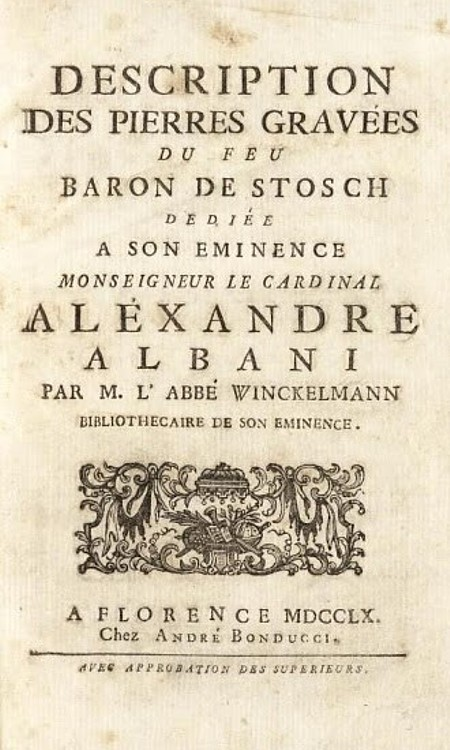
Titelblatt der Description des pierres gravées de feu Baron de Stosch von Johann Joachim Winckelmann

### Sonstiges
In London wird die Society of Artists of Great Britain gegründet. Zu den Gründungsmitgliedern gehören unter anderem Joshua Reynolds,  Francis Hayman, Richard Wilson und Richard Dalton. Sie organisieren im April eine erste Ausstellung, die neben der im gleichen Jahr durchgeführten Ausstellung der Royal Society of Arts als eine der ersten Gemeinschaftsausstellungen zeitgenössischer Künstler in England gilt. 

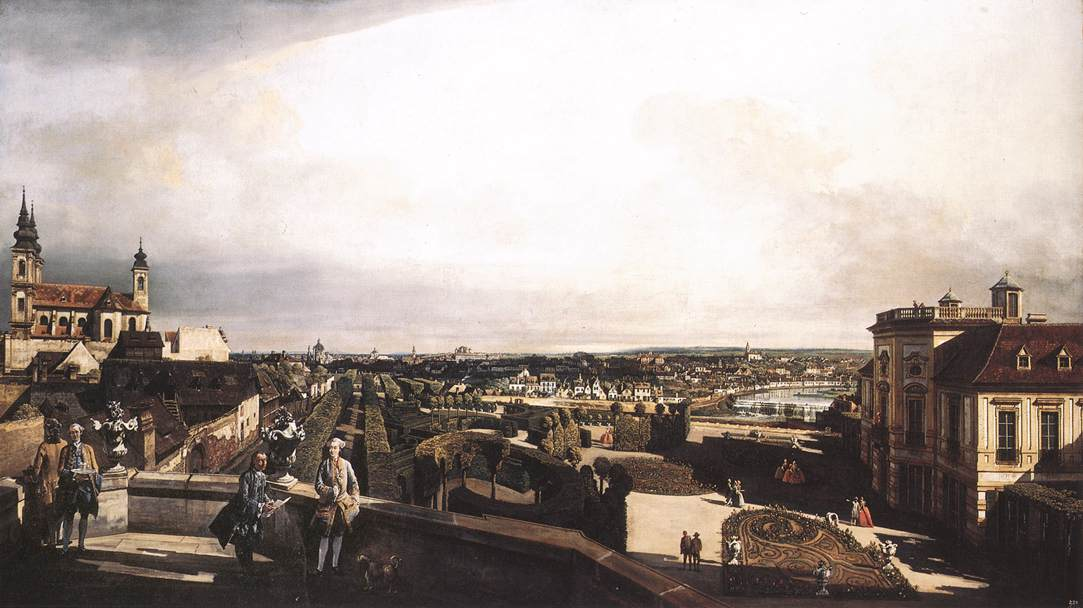
Canaletto: Wien, Panorama vom Palais Kaunitz 1759/60

Während seines zweijährigen Aufenthalts in Wien erhält Bernardo Bellotto, genannt Canaletto, Nachricht von der Zerstörung seines Hauses und der Vernichtung eines Teils seiner Kunstwerke durch preußisches Bombardement Dresdens vom 14. bis 20. Juli 1760. Seine Frau und Töchter sind unversehrt geblieben, aber der Schaden durch Vernichtung eines Teils seiner Kunstwerke und Druckplatten beläuft sich auf 50.000 Taler.
Die 18-jährige Angelika Kauffmann bricht mit ihrem Vater zu einer mehrjährigen Reise nach Italien auf, um dort die Kunst der Antike und der Renaissance zu studieren.
Der 14-jährige Francisco de Goya, Sohn eines Vergolders, erhält Unterricht bei dem Barockmaler José Luzán in Saragossa.

## Geboren
- 20. Januar: Ferdinand Bauer, österreichischer botanischer Zeichner († 1826)
- 16. März: Johann Heinrich Meyer, Schweizer Maler und Kunstschriftsteller (1832)
- 20. März: Joseph Christian Lillie, dänischer Architekt und Innenarchitekt († 1827)
- 12. Oktober: Charles Paul Landon, französischer Maler und Kunstschriftsteller († 1826)
- verm. 31. Oktober: Katsushika Hokusai, japanischer Maler, einer der bedeutendsten Vertreter des Ukiyo-e († 1849)
- 11. November: Landolin Ohmacht, deutscher Bildhauer († 1834)
- 1760 oder 1761: Lemuel Francis Abbott, englischer Portraitmaler († 1802)

## Gestorben
- 07. Januar: Johann Christian Simon, deutscher Architekt, kursächsischer Obermaurermeister und Baumeister (* 1687)
- 23. Januar: Giovanni Antonio Guardi, italienischer Maler, Mitgründer der Venetianischen Akademie (* 1699)
- 11. April: Louis de Silvestre, französischer Maler, Oberhofmaler in Sachsen (* 1675)
- 12. Mai: Dominikus Hermengild Herberger, deutscher Bildhauer (* 1694)
- 09. Oktober: Johann Christoph Manskirsch, deutscher Bildhauer (* 1689)
- 28. November: Pietro Paolo Vasta, italienischer Maler (* 1697)
- 08. Dezember: Francesco Conti, italienischer Maler des Barock (* 1682)
- 09. Dezember: Josef Ferdinand Fromiller, österreichischer Maler (* 1693)